# Axel Wermke
Axel Wermke (* 30. Oktober 1949 in Mannheim) ist ein Lehrer im Ruhestand und Präsident der Landessynode der Evangelischen Landeskirche in Baden.

## Leben und Wirken
Wermke wuchs in Mannheim auf, seine Eltern waren angestellt bei der Firma BBC und den Stadtwerken Heidelberg. Nach dem Abitur 1968 studierte Wermke an der PH Heidelberg Deutsch, Religion und Geografie, er war Lehrer, Konrektor und fünf Jahre Rektor der Herrmann-Gmeiner-Grund- und Werkrealschule in Ubstadt bei Bruchsal bis zu seiner Pensionierung 2013. Das Studium der evangelischen Theologie gab er nach einem Semester auf.
Neben seinem Schuldienst war er Gemeinderat (CDU) und in zahlreichen sozialen Bereichen ehrenamtlich aktiv, wofür ihm im Jahr 2006 das Bundesverdienstkreuz verliehen wurde.
Am 21. Oktober 2014 wurde Axel Wermke als Nachfolger von Margit Fleckenstein zum Präsidenten der badischen Landessynode gewählt. Seine Wahl für weitere 6 Jahre als Präsident der Landessynode erfolgte am 21. April 2021.
Axel Wermke ist verheiratet und hat mit seiner Frau drei Kinder.